# Climent IX
Climent IX (Pistoia, 27 o 28 de gener de 1600 - Roma, 9 de desembre de 1669) va ser papa de l'Església Catòlica entre 1667 i 1669. El seu nom de naixença era Giulio Rospigliosi. Va ser fill de Giacomo Rospigliosi, membre d'una antiga família llombarda, i de la seva esposa Caterina Bisi.
Va fer els primers estudis a Pistoia, al seminari al qual va rebre els ordes menors quan encara no havia complert els catorze anys. Es va traslladar al Collegio Romano, on es va llicenciar en arts liberals. A la Universitat de Pisa es va doctorar en teologia, filosofia i dret civil i canònic el 1623.
El 29 de març de 1644 va ser consagrat bisbe titular de Tars a la capella de Pius V de la Patriarcal Basílica Vaticana. Immediatament després va ser designat nunci a Espanya, càrrec al qual va romandre nou anys. De retorn a Roma el 1653, va dur una vida retirada, interrompuda només pel nomenament de governador de la ciutat per part del Sacre Col·legi Cardenalici durant la seu vacant de 1655. Aquest any el nou papa Alexandre VII el va nomenar Cardenal Secretari d'Estat, càrrec que va ostentar durant dotze anys, fins que ell mateix fou elegit papa.
Les profecies de Sant Malaquies es refereixen a aquest papa com Sidus olorum (L'estrella dels cignes), cita que pel que sembla fa referència que va néixer prop del riu Stellata (stella = estel) i que durant el conclave que el va elegir va ocupar la Cambra dels Cignes al Vaticà.
El compositor bolonyés Francesco Petrobelli li dedicà Musiche sacre concertate con istromenti (Bolonya, 1670), obra de la que se'n va fer una segona edició.

## Nötes
1. ↑  Enciclopèdia Espasa, Volum núm. 44, pàg. 97, ISBN 84-239-4544-8